# Liste der Gewässer im Landkreis Biberach
Auf dieser Seite werden die Gewässer des Landkreises Biberach zusammengefasst.

## Fließgewässer
- Altbach (bei Andelfingen)
- Alte Riß
- Bellamonter Rottum
- Biberbach (bei Langenenslingen)
- Bierstetter Bach (bei Allmannsweiler)
- Donau
- Dürnach
- Ebebach (bei Zwiefaltendorf)
- Ellbach (bei Spindelwag)
- Erlengraben (bei Ingerkingen)
- Ertinger Bach
- Federbach (bei Ingoldingen)
- Gießen (bei Sinningen)
- Haslach
- Holzbach (bei Langenenslingen)
- Hülbach (bei Ittenhausen)
- Hüttenseegraben (bei Obersulmetingen)
- Iller
- Iller-Kanal
- Kaltenbach
- Kalte Riß
- Kanzach
- Krebsgraben (bei Bad Schussenried)
- Krumbach (bei Dürnau)
- Krummbach
- Langwatte (bei Langenenslingen)
- Laubach
- Lauter (Riß) (bei Degernau)
- Miesach
- Mühlbach (bei Dieterskirch)
- Mühlbach (bei Reichenbach)
- Mühlbach (Riß) (bei Schemmerhofen)
- Mühlhauser Bach (bei Oggelsbeuren)
- Nußbach (bei Andelfingen)
- Pfaffenrieder Bach (bei Spindelwag)
- Rappenbach (bei Haslach)
- Rauglen (bei Achstetten)
- Reutibach
- Riedgraben (bei Erolzheim)
- Riß
- Rötelsbach (bei Haslach)
- Rohrbach
- Rot bzw. Baierzer Rot
- Rotbach (bei Biberach)
- Rotbach (bei Obersulmetingen), auch Ingerkinger Rotbach genannt
- Rottum
- Rußgraben (bei Ingerkingen)
- Saubach
- Schandgraben bzw. Aischbach (bei Untersulmetingen)
- Schlaibach (bei Untersulmetingen)
- Schmiddis
- Schussen
- Schwarzach
- Schweinsgraben (bei Illerbachen)
- Sendener Bach (bei Spindelwag)
- Sodenbach (bei Ertingen)
- Soppenbach
- Steinhauser Rottum
- Sulzbach (bei Sauggart)
- Tobelbach
- Umlach
- Warme Riß
- Weihung
- Westernach
- Zwiefalter Aach

## Standgewässer
- Aiweiher (bei Stafflangen)
- Baggerseen (bei Laupheim, Sinningen, Ummendorf)
- Blinder See (bei Kanzach)
- Federsee
- Fuchsweiher (bei Rot an der Rot)
- Greutweiher (bei Hattenburg)
- Holzweiher (bei Füramoos)
- Zwei Klosterweiher (bei Heiligkreuztal)
- Ilgenweiher (bei Gutenzell-Hürbel)
- Iller-Stausee Dettingen
- Lindenweiher (bei Unteressendorf)
- Mühlweiher (bei Illerbachen)
- Neuweiher (bei Hattenburg)
- Niklassee (bei Bad Schussenried)
- Oberer Biberachweiher (bei Langenenslingen)
- Oberer Weiher (bei Attenweiler)
- Olzreuter See (bei Bad Schussenried)
- Osterholzweiher (bei Winterstettendorf)
- Roter Weiher (bei Rot an der Rot)
- Schachen (bei Ertingen)
- Schweigfurter Weiher (bei Bad Schussenried)
- Surfsee (Laupheim)
- Stausee des Iller-Kanals (bei Tannheim)
- Stefanusweiher (bei Heiligkreuztal)
- Stockmahdweiher (bei Tannheim)
- Unterer Biberachweiher  (bei Langenenslingen)
- Unbenannte Seen (bei Ingoldingen, bei Spindelwag)
- Unbenannter See im Steinhauser Ried (bei Steinhausen/Bad Schussenried)
- Unterer Weiher (bei Attenweiler)
- Weiher des Klosters Heggbach
- Zeller See (bei Bad Schussenried)
- Ziegelweiher (bei Ochsenhausen)